# یوستکسو
یوستکسو (انگلیسی: Josetxo؛ زادهٔ ۲۵ فوریهٔ ۱۹۷۷) بازیکن فوتبال اهل اسپانیا است.
از باشگاه‌هایی که در آن بازی کرده‌است می‌توان به باشگاه فوتبال اوئسکا، باشگاه فوتبال ایبار، و باشگاه فوتبال اوساسونا اشاره کرد.
وی همچنین در تیم ملی فوتبال زیر ۲۰ سال اسپانیا بازی کرده‌است.